# Russell Elcock
Russell Elcock, né le 6 décembre 1993, est un coureur cycliste barbadien.

## Biographie
Bon rouleur, Russell Elcock compte de nombreux titres de champion national à son palmarès. Il a également remporté diverses médailles aux championnats de la Caraïbe. En parallèle de sa carrière sportive, il a suivi des études de gestion à l'université des Indes occidentales, sur le campus de Cave Hill,.

## Palmarès
- 2010
  -  Champion de la Barbade sur route juniors
  -  Champion de la Barbade du contre-la-montre juniors
  -  Champion de la Barbade de poursuite juniors
- 2011
  -  Champion de la Barbade sur route juniors
  -  Champion de la Barbade du contre-la-montre juniors[3]
  -  Champion de la Barbade de poursuite juniors
- 2012
  -  Champion de la Barbade du contre-la-montre
- 2013
  -  Champion de la Barbade du contre-la-montre
- 2014
  -  Champion de la Barbade du contre-la-montre
- 2015
  -  Champion de la Barbade du contre-la-montre
  - 3e du championnat de la Barbade sur route
- 2016
  -  Champion de la Barbade du contre-la-montre
  - 2e du championnat de la Barbade sur route
- 2017
  - 2e du championnat de la Barbade du contre-la-montre
- 2019
  - 1re étape de la Larry Williams Classic (contre-la-montre)[4]
- 2020
  - 2e du championnat de la Barbade du contre-la-montre
- 2025
  - Bourbon Circuit
  - Mighty Grynner Circuit
  - 2e du championnat de la Barbade du contre-la-montre
  - 2e du championnat de la Barbade sur route